# Lepidosira magna
Lepidosira magna är en urinsektsart. Lepidosira magna ingår i släktet Lepidosira och familjen brokhoppstjärtar.

## Underarter
Arten delas in i följande underarter:
- L. m. lichenata
- L. m. magna
- L. m. violacea